# Relación Faber-Jackson

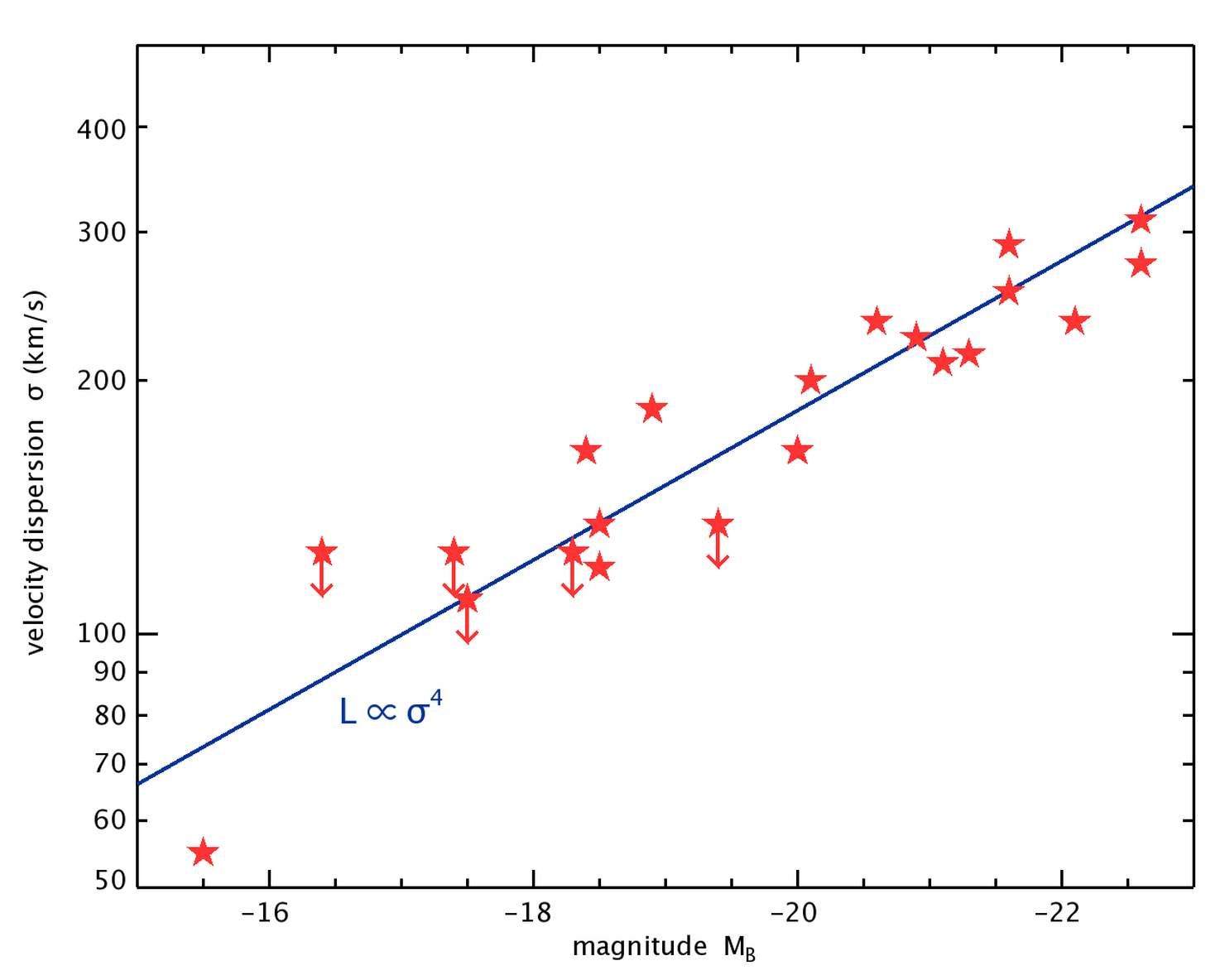
Gráfico de la relación Faber-Jackson utilizando datos de los propios Faber y Jackson (1976)

La relación Faber-Jackson es una temprana y empírica ley potencial que establece la relación entre la luminosidad {\displaystyle L} y la dispersión de velocidades {\displaystyle \sigma } de las estrellas centrales de una de una galaxia elíptica para el cálculo de su distancia. Está dada por:
{\displaystyle L=C\times \sigma ^{4}}
Fue establecida por vez primera por los astrónomos Sandra M. Faber y Robert Earl Jackson en 1976.

## Demostración
El potencial de un gas de Radio R y masa M con densidad constante está dado por:
{\displaystyle U=-{\frac {3}{5}}{\frac {GM^{2}}{R}}}
La energía cinética se puede representar como:
{\displaystyle K={\frac {1}{2}}M\sigma ^{2}}
Por el Teorema de virial {\displaystyle 2K+U=0}  se tiene:
{\displaystyle \sigma ^{2}={\frac {3}{5}}{\frac {GM}{R}}} para una masa M virializada.
Si se supone que la relación masa-luminosidad es constante {\displaystyle {\frac {M}{L}}=C}, entonces:
{\displaystyle M\propto L}
Despejando M e igualando:
{\displaystyle L\propto {\frac {\sigma ^{2}R}{G}}}
entonces:
{\displaystyle R\propto {\frac {LG}{\sigma ^{2}}}}
Suponiendo el mismo brillo superficial:
{\displaystyle B={\frac {L}{4\pi R^{2}}}}, entonces:
{\displaystyle L=4\pi R^{2}B}
sustituyendo:
{\displaystyle L\propto 4\pi \left({\frac {LG}{\sigma ^{2}}}\right)^{2}B}
desarrollando:
{\displaystyle L\propto {\frac {\sigma ^{4}}{4\pi G^{2}B}}}
es decir:
{\displaystyle L\propto \sigma ^{4}}
o
{\displaystyle L=C\times \sigma ^{4}}